# Pygaerina nigridorsa
Pygaerina nigridorsa är en fjärilsart som beskrevs av Sergius G. Kiriakoff 1968. Pygaerina nigridorsa ingår i släktet Pygaerina och familjen tandspinnare. Inga underarter finns listade.